# Krampenhöhe
Krampenhöhe ist ein Ortsteil von Marialinden in der Stadt Overath im Rheinisch-Bergischen Kreis in Nordrhein-Westfalen, Deutschland.

## Lage und Beschreibung
Krampenhöhe liegt im östlichen Overath südlich von Landwehr und Lorkenhöhe und gehört als Ortsteil zum Stadtteil Marialinden, einem alten Wallfahrtsort. Krampenhöhe besteht vor allem aus Einzelhäusern und Gehöften. Beim Ort befindet sich der Quellbereich des Kleinen Naafbachs.

## Geschichte
Die Topographia Ducatus Montani des Erich Philipp Ploennies, Blatt Amt Steinbach, belegt, dass der Wohnplatzbereits 1715 vier Hofstellen besaß, die als Krampenhöh beschriftet sind. Carl Friedrich von Wiebeking benennt die Hofschaft auf seiner Charte des Herzogthums Berg 1789 als Krampenhöhe. Aus ihr geht hervor, dass der Ort zu dieser Zeit Teil der Honschaft Oderscheid im Kirchspiel Overath war.
Der Ort ist auf der Topographischen Aufnahme der Rheinlande von 1824 als Krampenhöhe verzeichnet. Die Preußische Uraufnahme von 1845 zeigt den Wohnplatz unter dem Namen Krampenhöh. Ab der Preußischen Neuaufnahme von 1892 ist der Ort auf Messtischblättern regelmäßig als Krampenhöhe verzeichnet.
Der Ort lag südlich der Brüderstraße, einer bedeutenden mittelalterlichen Altfernstraße von Flandern über Köln nach Leipzig, deren Trasse in diesem Abschnitt heute als Landesstraße 360 qualifiziert ist.
1822 lebten 26 Menschen im als Hof kategorisierten Ort, der nach dem Zusammenbruch der napoleonischen Administration und deren Ablösung zur Bürgermeisterei Overath im Kreis Mülheim am Rhein gehörte. Für das Jahr 1830 werden für den als Hof bezeichneten Ort 30 Einwohner angegeben. Der 1845 laut der Uebersicht des Regierungs-Bezirks Cöln als Hof kategorisierte Ort besaß zu dieser Zeit sechs Wohnhäuser mit 33 Einwohnern, alle katholischen Bekenntnisses. Die Gemeinde- und Gutbezirksstatistik der Rheinprovinz führt Krampenhöhe 1871 mit sieben Wohnhäusern und 43 Einwohnern auf. Im Gemeindelexikon für die Provinz Rheinland von 1888 werden für Krampenhöhe sieben Wohnhäuser mit 44 Einwohnern angegeben. 1895 besaß der Ort sieben Wohnhäuser mit 40 Einwohnern und gehörte konfessionell zum katholischen Kirchspiel Marialinden, 1905 werden sieben Wohnhäuser und 47 Einwohner angegeben.

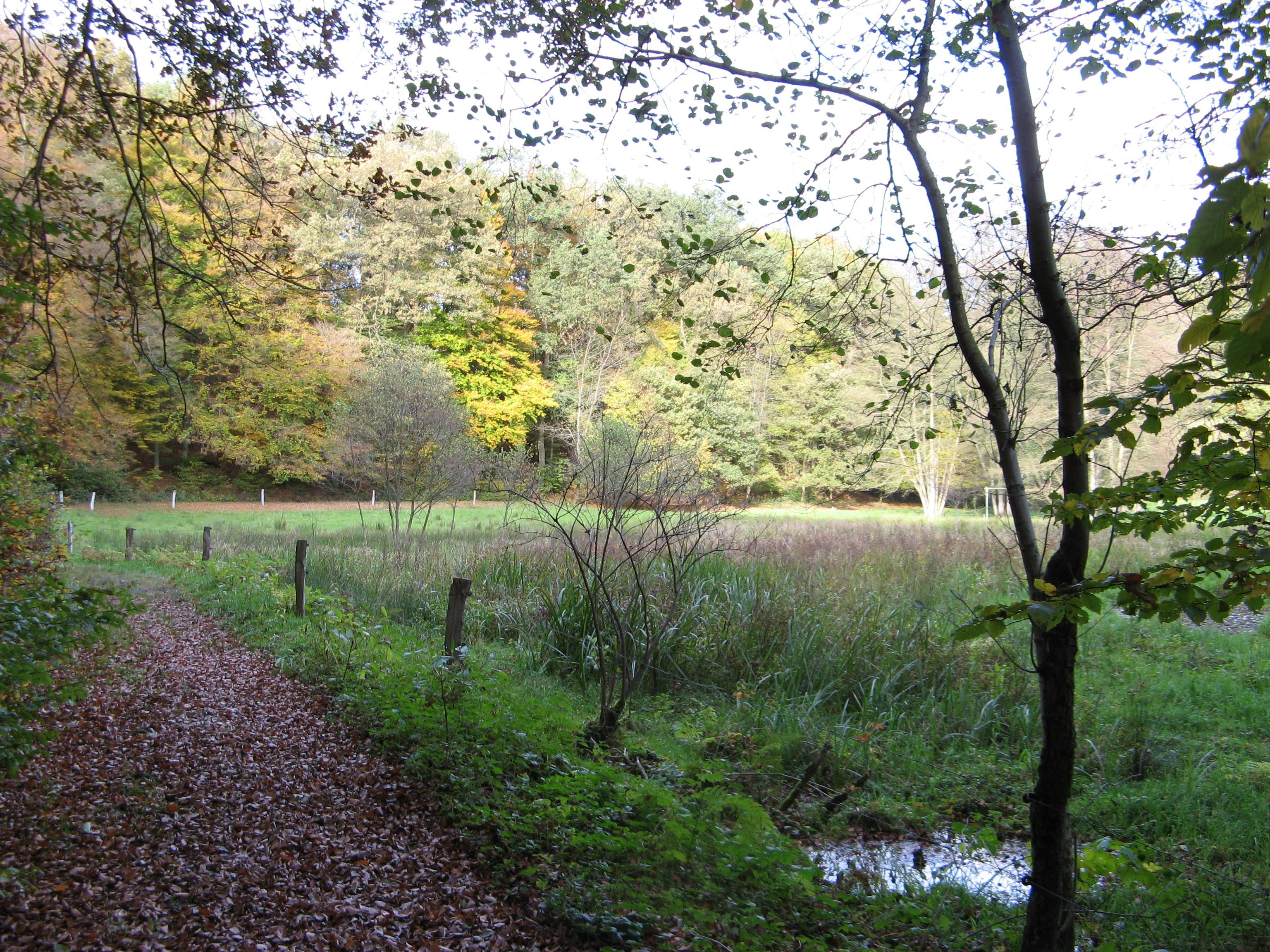
Naafbachtal
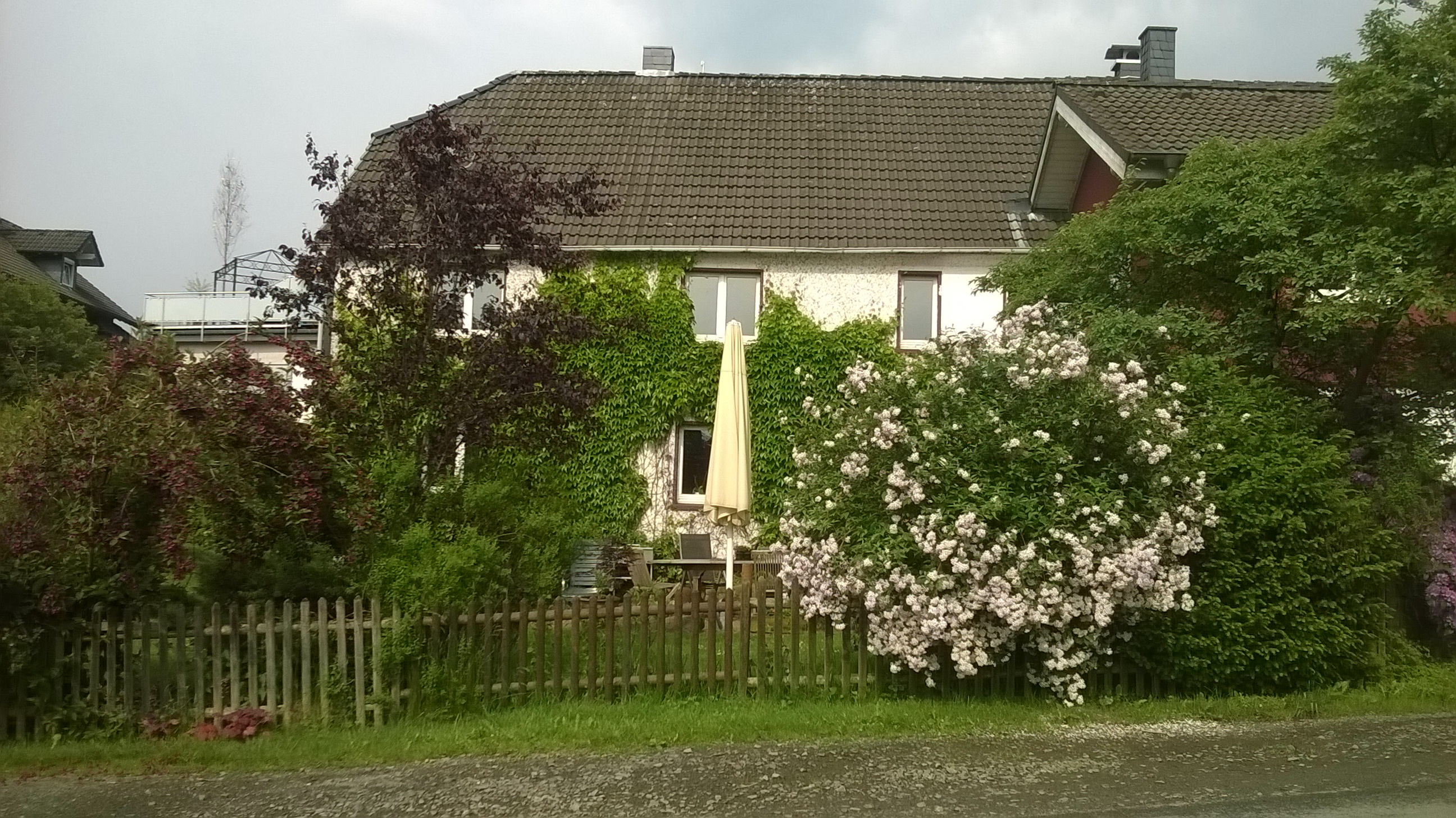
Krampenhöhe
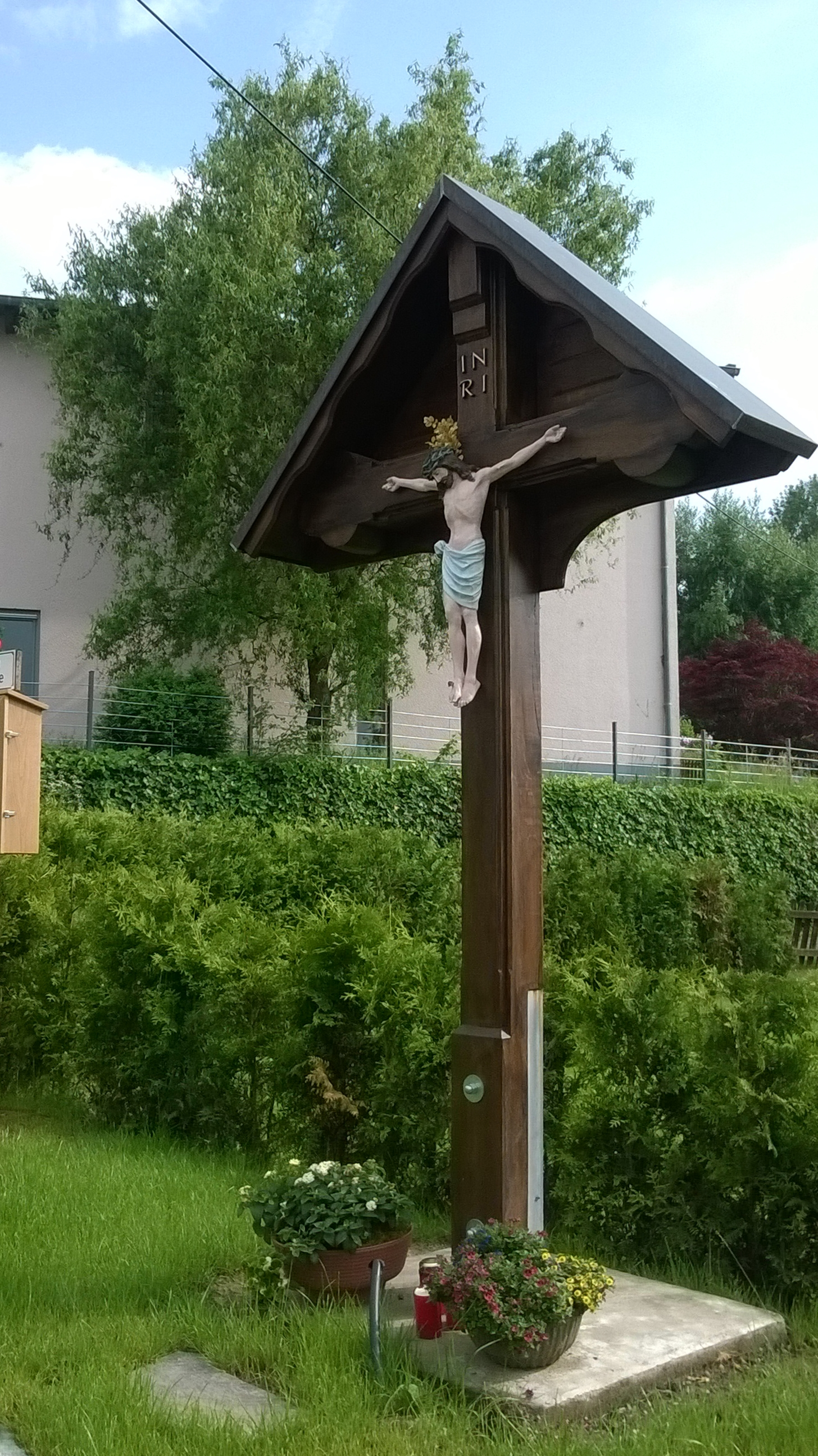
Hofkreuz